# Harry Weelinck
Harm Roelof Weelinck (Wijhe, 23 januari 1925 - Amsterdam, 17 juli 2010) was een Engelandvaarder tijdens de Tweede Wereldoorlog. Harry Weelinck werd samen met de agent Willem Lambertus Harminus de Vries (1922-1948), in de nacht van 3 op 4 april 1945, in de omgeving van Zuidbroek, boven Groningen, geparachuteerd. Hij werkte als radiotelegrafist/codist voor het Bureau Inlichtingen (BI). Hij had de opdracht om de Duitse troepenverplaatsingen en andere vijandelijke activiteiten waar te nemen en door te seinen naar het BI in Eindhoven. Zijn opdracht werd op 5 mei 1945 beëindigd. Na de bevrijding van Nederland meldde hij zich bij het BI in Eindhoven terug.

## Engelandvaarder
Harry Weelinck volgde de Zeevaartschool in Scheveningen. Hij wilde stuurman worden op de grote vaart. In de zomer van 1942 werd hij opgeroepen voor de Nederlandse Arbeidsdienst. Hij hield de Zeevaartschool voor gezien. In 1943 deed zich de gelegenheid voor om in Delfzijl aan te monsteren op de coaster de “Meeuw”. Als kok lichtmatroos kreeg hij een plaats aan boord. In die tijd hadden de rederijen de verplichting om stuurmansleerlingen aan boord te nemen om hun vaartijd te verschaffen. De kapitein van de coaster heette Pilon. Pilon werkte voor de verzetsgroep het “Zwaantje” van dr Allard Oosterhuis in Delfzijl. Van de “Meeuw” werd door koeriers regelmatig gebruikgemaakt om spionagematerieel en militaire inlichtingen via Zweden naar het Bureau Inlichtingen (BI) in Londen te vervoeren.
Toen de coaster in de haven van Kalmar, in het zuidoosten van Zweden afmeerde ging Weelinck van boord. Hij reisde met de trein naar Stockholm en hij meldde zich  bij de Nederlandse consul-generaal A.M. de Jong. Na de screening op het consulaat en door de Zweedse Politie, tekende hij de zogenaamde Vrijwilligersverklaring. Samen met een aantal Nederlandse politieke vluchtelingen werd hij naar een houthakkerskamp gestuurd. Van de zomer 1943 tot aan oktober 1944 verbleef hij in het kamp. In het kamp werkte hij eerst als houthakker daarna als onderhoudsmedewerker op een schip. Het BI en het Bureau Bijzondere Opdrachten (BBO) hadden agenten nodig om in de functie van radiotelegrafist achter de linies te worden geparachuteerd. Weelinck werd geselecteerd om een cursus radiotelegrafie te volgen op de Zeevaartschool in Göteborg. De cursus  begon op 10 februari 1944. Op 24 augustus 1944 slaagde hij voor de cursus. Enkele weken later vloog hij vanaf de Luchthaven Stockholm-Bromma naar een militair vliegveld in Schotland.

## In Engeland
Daarna volgde de screening op de Royal Patriotic school en de Nederlandse Politie Buitendienst en de Engelse Security Service (MI-5). Weelinck volgde de opleiding tot agent bij het BI. Daar hij in Zweden een cursus radiotelegrafie had gevolgd werd hem in Londen alleen de werking van de radioapparatuur en de codes bijgebracht. Hij werd ondergebracht in “Huize Anna”. “Huize Anna” was gevestigd in het landhuis “Glenlea” in West Dulwich. Het was het opvanghuis voor de agenten in opleiding. Na zijn verkorte radio-opleiding was Weelinck gereed om door het BI naar bezet Nederland te worden uitgezonden. Het BI werkte nauw samen met de Engelse Secret Intelligence Service (SIS).

## Opdracht
Weelinck zou in de omgeving van Winterswijk worden geparachuteerd. Hij kreeg de opdracht om zich na de landing in verbinding te stellen met de agent Ben Buunk (1917-1945), codenaam; "Fopkonijn". Buunk was in Twente en omgeving als agent van het BI werkzaam voor de Zendgroep Oost en het Inlichtingencentrum Oost. Het was de bedoeling dat Weelinck in de functie van radiotelegrafist samen met Buunk het radiocontact ging verzorgen tussen de Radiodienst van de Raad van Verzet en het BI in Eindhoven.

## Vlucht naar Winterswijk geannuleerd
Begin februari 1945 stond Weelinck gepakt en gezakt op het militair vliegveld klaar toen plotseling het bericht binnen kwam dat de vlucht geen doorgang vond. Pas veel later in 1983 kwam Weelinck er achter wie er achter de codenaam; "Fopkonijn" schuil ging en wat de reden was dat de vlucht niet was doorgegaan. De agent Ben Buunk was op 10 februari 1945 door de Sicherheitsdienst (SD) in Vroomshoop op zijn onderduikadres gearresteerd. Zijn arrestatie was het gevolg van een golf van arrestaties waardoor de Radiodienst van de Raad van Verzet vanaf begin februari 1945 werd getroffen. In het geval de vlucht was doorgegaan had het met Weelinck evenmin goed afgelopen. 

## Het verblijf in Engeland
Zoals gebruikelijk werd in Londen de reden van het niet doorgaan van de vlucht niet bekendgemaakt. Terug naar “Huize Anna”, het opvanghuis voor agenten van het BI, was geen optie. Weelinck werd samen met nog twee andere collega’s, de agenten Willem Lambertus Harminus de Vries (1922-1948) en Menco Rein Mulder (1923-1945), overgebracht naar Staines bij Heathrow. Commander Child, een Engelse reserve officier, die bij de agentenopleiding werkzaam was nam de agenten onder zijn hoede. Tot het moment dat de agenten weer voor een volgende opdracht in aanmerking kwamen werden ze op hun schuiladres beziggehouden. Zeilen op de meren in het graafschap Norfolk werd hun voornaamste dagtaak.

## Plaats van tewerkstelling
In de nacht van 3 op 4 april 1945 werd Harry Weelinck samen met de agent Willem Lambertus Harminus de Vries, in de omgeving van Zuidbroek, boven Groningen geparachuteerd. Op dezelfde dag dat Weelinck en De Vries veilig landden, werd de agent Ben Buunk (codenaam; “Fopkonijn”),  aan de IJsseldijk samen met nog drie medewerkers van de Radiodienst van de Raad van Verzet in Hattem gefusilleerd.

## Opdracht in Groningen
Weelinck en De Vries hadden de opdracht om de Duitse troepenverplaatsingen en andere vijandelijke activiteiten in de omgeving van de Afsluitdijk en Nieuweschans waar te nemen en hun inlichtingen radiografisch door te seinen naar het BI in Eindhoven.

## Het radiocontact met Eindhoven
Door een navigatiefout landden de agenten niet op hun pinpoint maar in de omgeving van Zuidbroek. Toen ze veilig waren geland gingen ze op zoek naar een geschikt onderduikadres. Aan een zijweggetje naar een grote boerderij stonden de huisjes van dagloners. Het was hun bekend dat het in de omgeving wemelde van Duitse soldaten. Sommige soldaten zaten in de grote boerderijen ingekwartierd. Op goed geluk klopte Weelinck bij een huisje aan. Elk contact dat de agenten met de bevolking aangingen kon hun noodlottig worden. In het huisje woonde een echtpaar zonder kinderen. De boer was bereid de agenten in huis te nemen. De man hielp zelfs met het binnenhalen van de container. Daags daarna ploegde hij het veld om. Hij wilde de sporen van de landing uitwissen. Op de zolder van de boerderij werd een seinpost ingericht. De stroom was in het huis afgesloten. In de container zat een accu. Helaas zonder accuzuur. De plaatselijke melkfabriek bood uitkomst. Via de bemiddeling van de burgemeester werd het huis van de dagloner weer op de lokale stroomvoorziening aangesloten. Het radiocontact met de centrale van het BI in Eindhoven was van slechte kwaliteit. Mogelijk werd het radioverkeer door de op gang gekomen Duitse troepenverplaatsingen gestoord. De agenten zagen dat de Duitse eenheden terugtrokken via de Afsluitdijk, door Friesland en Groningen naar Nieuweschans. Door het slechte radiocontact waren ze niet in staat hun waarnemingen aan het BI te rapporteren. Tijdens zijn radiocontacten met het BI maakte Weelinck gebruik van de codenamen; Goliath en W.Schotel. Tijdens zijn contacten in “het veld” gebruikte hij de schuilnaam; Dirk Johannes van Mook.

## Na de Tweede Wereldoorlog
Na de bevrijding van Nederland reisde Weelinck liftend via Eindhoven naar Brussel. Hij meldde zich aan bij de Koninklijke Marine. Na werkzaamheden in Rotterdam en een korte uitstap naar Ceylon werd hij in 1945 geplaatst bij de Mijnendienst van de Koninklijke Marine in IJmuiden. Na vijf jaar “mijnenvegen” nam Weelinck ontslag uit de militaire dienst. Hij studeerde economie aan de Vrije Universiteit. In de jaren zeventig kwam hij bij de Koninklijke Marine terug. Deze keer in de functie van docent economie aan de Marine stafschool in Den Haag. In 1980 ging hij terug naar Zweden. Hij werd consul-generaal in Göteborg. In die tijd deed hij veel naspeuringen naar mensen en gebeurtenissen die tijdens de Tweede Wereldoorlog met de “Zweedse weg” te maken hadden gehad.

## Reünie

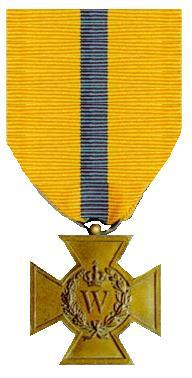
Bronzen Kruis 1941

Pas in de jaren tachtig toen de meeste voormalige agenten van het Bureau Inlichtingen met pensioen gingen, ontstond het idee om jaarlijks een Reünie te organiseren. Prins Bernhard stelde begin jaren negentig voor om de Reünies van het Bureau Inlichtingen en het Bureau Bijzondere Opdrachten samen te organiseren.
Op 3 mei 2007 werd de laatste Reünie gehouden. De laatste agenten van het BI die op die datum nog leefden waren; Pierre Louis d’Aulnis de Bourouill (26-12-1918), Bram Grisnigt (26-01-1923) en Harry Weelinck (23-01-1925).

## Onderscheidingen
- Het Bronzen Kruis, KB nr.8 van 30 augustus 1948.